# 大亞羅米爾卡
49°6′43″N 26°30′33″E / 49.11194°N 26.50917°E
大亞羅米爾卡（烏克蘭語：Велика Яромирка）是位於烏克蘭西部的村莊，由赫梅利尼茨基州裡赫梅利尼茨基區的霍羅多克市鎮負責管轄。該村始建於1403年，面積2.4平方公里，2001年人口1,069，人口密度每平方公里443.6人。